# Вайденталь
Вайденталь (нім. Weidenthal) — громада в Німеччині, розташована в землі Рейнланд-Пфальц. Входить до складу району Бад-Дюркгайм. Складова частина об'єднання громад Ламбрехт (Пфальц).
Площа — 14,49 км2. Населення становить 1745 ос. (станом на 31 грудня 2020).

## Галерея

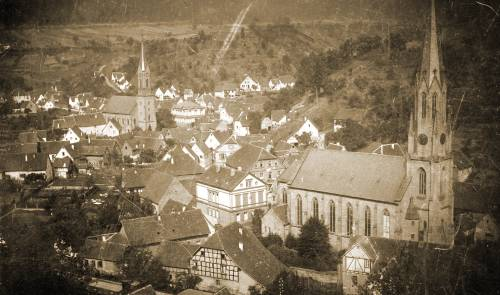
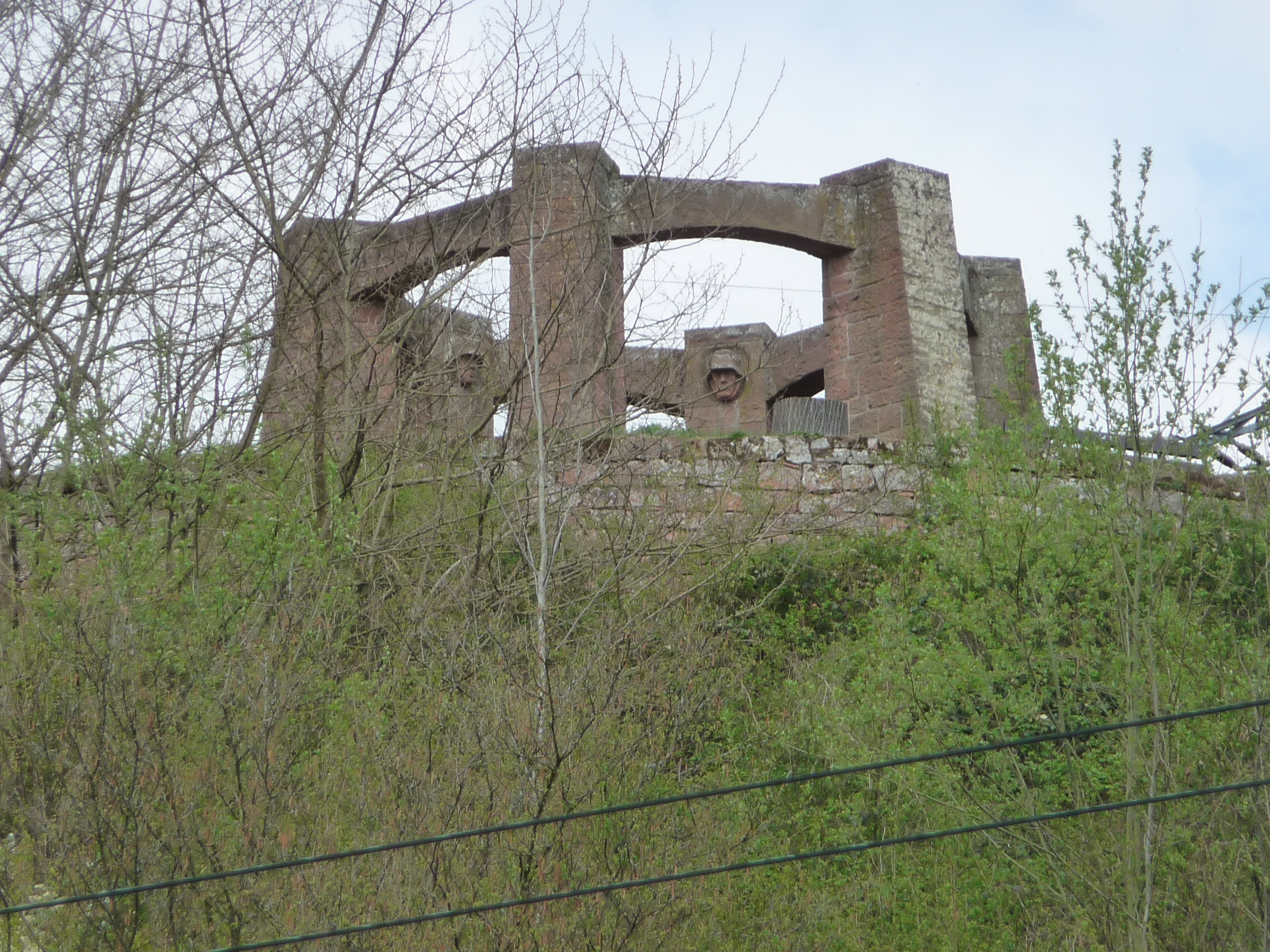